# Liste des médaillés aux Jeux olympiques d'hiver de 1924
Cet article liste les athlètes ayant remporté une médaille (attribuées rétroactivement par le Comité international olympique) aux Jeux olympiques d'hiver de 1924 à Chamonix en France.

## Sports

### Bobsleigh
| Épreuves     | Or                                                                                    | Argent                                                                                        | Bronze |
| ------------ | ------------------------------------------------------------------------------------- | --------------------------------------------------------------------------------------------- | --- |
| Hommes       |                                                                                       |                                                                                               | |
| Bob à quatre | Suisse I Alfred Neveu Eduard Scherrer Alfred Schläppi Heinrich Schläppi 5 min 45 s 54 | Grande-Bretagne II Thomas Arnold Ralph Broome Alexander Richardson Rodney Soher 5 min 48 s 83 | Belgique I René Mortiaux Charles Mulder Paul van den Broeck Victor Verschueren Henri P. Willems 6 min 02 s 29 |

### Combiné nordique
| Épreuves | Or                             | Argent                             | Bronze                                |
| -------- | ------------------------------ | ---------------------------------- | ------------------------------------- |
| Hommes   |                                |                                    |                                       |
| 15 km    | Thorleif Haug (NOR) 18,906 PTS | Thoralf Strømstad (NOR) 18,219 PTS | Johan Grøttumsbråten (NOR) 17,854 PTS |

### Curling
| Épreuves         | Or | Argent | Bronze |
| ---------------- | --- | --- | --- |
| Hommes           | | | |
| Tournoi masculin | Grande-Bretagne D. G. Astley William Brown Laurence Jackson William K. Jackson John McLeod Thomas Murray John T. S. Robertson-Aikman Robin Welsh | Suède I Johan Petter Åhlén D. G. Astley Carl-Axel Pettersson Karl-Erik Wahlberg Suède II Carl Axel V. Kronlund Ture Ödlund Erik O. Severin Victor Wetterström Carl Wilhelm Petersén | France Henri Aldebert Georges André Pierre Canivet Fernand Cournollet Armand Isaac-Bénédic Robert Planque |

### Hockey sur glace
| Épreuves         | Or | Argent | Bronze |
| ---------------- | --- | --- | --- |
| Hommes           | | | |
| Tournoi masculin | Canada Jack Cameron Ernie Collett Henry Louis Hudson Albert McCaffrey Harold McMunn Dunc Munro Beattie Ramsay Cyril Slater Hooley Smith Harry Watson | États-Unis Taffy Abel Herbert Drury Alphonse Lacroix John Langley John Lyons Justin McCarthy Willard Rice Irving Small Frank Synott | Grande-Bretagne William Anderson Lorne Carr-Harris Colin Carruthers Eric Carruthers Guy Clarkson Ross Cuthbert Geoffrey Holmes Hamilton Jukes Edward Pitblado Blaine Sexton |

### Patinage artistique
| Épreuves   | Or                                                | Argent                                                 | Bronze                                    |
| ---------- | ------------------------------------------------- | ------------------------------------------------------ | ----------------------------------------- |
| Hommes     |                                                   |                                                        |                                           |
| Individuel | Gillis Grafström (SWE) 367,89 PTS                 | Willy Böckl (AUT) 359,82 PTS                           | Georges Gautschi (SUI) 319,07 PTS         |
| Femmes     |                                                   |                                                        |                                           |
| Individuel | Herma Plank-Szabó (AUT) 299,17 PTS                | Beatrix Loughran (USA) 279,85 PTS                      | Ethel Muckelt (GBR) 250,07 PTS            |
| Mixte      |                                                   |                                                        |                                           |
| Couples    | Autriche Helene Engelmann Alfred Berger 10,64 PTS | Finlande Ludowika Jakobsson Walter Jakobsson 10,25 PTS | France Andrée Joly Pierre Brunet 9,89 PTS |

### Patinage de vitesse
| Épreuves | Or                                   | Argent                              | Bronze                            |
| -------- | ------------------------------------ | ----------------------------------- | --------------------------------- |
| Hommes   |                                      |                                     |                                   |
| 500 m    | Charles Jewtraw (USA) 44 s 00        | Oskar Olsen (NOR) 44 s 02           | Roald Larsen (NOR) 44 s 08        |
| 500 m    | Charles Jewtraw (USA) 44 s 00        | Oskar Olsen (NOR) 44 s 02           | Clas Thunberg (FIN) 44 s 08       |
| 1 500 m  | Clas Thunberg (FIN) 2 min 20 s 08    | Roald Larsen (NOR) 2 min 22 s 00    | Sigurd Moen (NOR) 2 min 25 s 06   |
| 5 000 m  | Clas Thunberg (FIN) 8 min 39 s 00    | Julius Skutnabb (FIN) 8 min 48 s 04 | Roald Larsen (NOR) 8 min 50 s 02  |
| 10 000 m | Julius Skutnabb (FIN) 18 min 04 s 08 | Clas Thunberg (FIN) 18 min 07 s 04  | Roald Larsen (NOR) 18 min 12 s 02 |
| Combiné  | Clas Thunberg (FIN) 198,023 pts      | Roald Larsen (NOR) 199,763 pts      | Julius Skutnabb (FIN) 202,347 pts |

### Patrouille militaire
| Épreuves   | Or                                                                                     | Argent                                                                                    | Bronze                                                                                      |
| ---------- | -------------------------------------------------------------------------------------- | ----------------------------------------------------------------------------------------- | ------------------------------------------------------------------------------------------- |
| Hommes     |                                                                                        |                                                                                           |                                                                                             |
| Par équipe | Suisse Alfred Aufdenblatten Alphonse Julen Antoine Julen Denis Vaucher 3 h 56 min 06 s | Finlande Väinö Bremer August Eskelinen Heikki Hirvonen Martti Lappalainen 4 h 00 min 10 s | France Georges Berthet Camille Mandrillon Maurice Mandrillon André Vandelle 4 h 19 min 54 s |

### Saut à ski
L'épreuve de saut à ski des Jeux olympiques de 1924 s'est déroulée le 4 février 1924 sur le tremplin olympique du Mont. La Norvège a dominé la compétition en obtenant les deux premières places, les États-Unis sont parvenues à décrocher la médaillé de bronze.
| Épreuves       | Or                                  | Argent                       | Bronze                         |
| -------------- | ----------------------------------- | ---------------------------- | ------------------------------ |
| Hommes         |                                     |                              |                                |
| Grand tremplin | Jacob Tullin Thams (NOR) 18,960 PTS | Narve Bonna (NOR) 18,689 PTS | Anders Haugen (USA) 17,917 PTS |

### Ski de fond
Les épreuves de ski de fond des Jeux olympiques de 1924 se sont déroulés le 30 janvier 1924 dans le Stade olympique de Chamonix.
| Épreuves | Or                                    | Argent                                       | Bronze                                     |
| -------- | ------------------------------------- | -------------------------------------------- | ------------------------------------------ |
| Hommes   |                                       |                                              |                                            |
| 18 km    | Thorleif Haug (NOR) 1 h 14 min 31 s 4 | Johan Grøttumsbråten (NOR) 1 h 15 min 51 s 0 | Tapani Niku (FIN) 1 h 16 min 26 s 0        |
| 50 km    | Thorleif Haug (NOR) 3 h 44 min 32 s   | Thoralf Strømstad (NOR) 3 h 46 min 23 s      | Johan Grøttumsbråten (NOR) 3 h 47 min 48 s |

## Athlètes les plus médaillés
| Athlète                    | Sport                        | Médaille d'or, Jeux olympiques | Médaille d'argent, Jeux olympiques | Médaille de bronze, Jeux olympiques | Total |
| Clas Thunberg (FIN)        | Patinage de vitesse          | 3                              | 1                                  | 1                                   | 5     |
| Thorleif Haug (NOR)        | Combiné nordique Ski de fond | 3                              | 0                                  | 0                                   | 3     |
| Roald Larsen (NOR)         | Patinage de vitesse          | 0                              | 2                                  | 3                                   | 5     |
| Johan Grøttumsbråten (NOR) | Ski de fond                  | 0                              | 1                                  | 2                                   | 3     |